# EuroHockey Nations Trophy (Halle, Damen) 2010
Die  EuroHockey Nations Trophy (Halle, Damen) 2010 war die achte Auflage der Hallenhockey-"B-EM". Sie fand vom 22. bis 24. Januar in Nymburk, Tschechien statt. Gastgeber Tschechien und Österreich stiegen in die "A-EM" auf. Italien und Portugal stiegen in die "C-EM" ab.

## Vorrunde

### Gruppe A
| Rang | Land       | Punkte |
| ---- | ---------- | ------ |
| 1    | Tschechien | 9      |
| 2    | Slowakei   | 6      |
| 3    | Dänemark   | 3      |
| 4    | Italien    | 0      |

| Tschechien | – | Dänemark   | 5:2  |
| Italien    | – | Slowakei   | 4:12 |
| Slowakei   | – | Dänemark   | 10:5 |
| Tschechien | – | Italien    | 8:1  |
| Italien    | – | Dänemark   | 3:7  |
| Slowakei   | – | Tschechien | 2:6  |

### Gruppe B
| Rang | Land       | Punkte |
| ---- | ---------- | ------ |
| 1    | Schweiz    | 7      |
| 2    | Österreich | 7      |
| 3    | Russland   | 3      |
| 4    | Portugal   | 0      |

| Österreich | – | Russland   | 5:4  |
| Schweiz    | – | Portugal   | 12:0 |
| Russland   | – | Portugal   | 11:1 |
| Schweiz    | – | Österreich | 4:4  |
| Österreich | – | Portugal   | 9:0  |
| Russland   | – | Schweiz    | 5:0  |

## Platzierungsspiele

### Gruppe C
Die Plätze 5–8 wurden in einer Gruppe ausgespielt. Es trafen nur Teams aus verschiedenen Gruppen aufeinander. Die Ergebnisse gegen die Vorrundengegner wurden übernommen. Der Achtplatzierte stieg ab.
| Rang | Land     | Punkte |
| ---- | -------- | ------ |
| 5    | Dänemark | 6      |
| 6    | Russland | 6      |
| 7    | Italien  | 6      |
| 8    | Kroatien | 0      |

 Italien 5:0  Portugal

 Dänemark 5:8  Russland

 Italien 4:3  Russland

 Dänemark 13:2  Portugal

### Gruppe D
Die Plätze 1–4 wurden in einer Gruppe ausgespielt. Es trafen nur Teams aus verschiedenen Gruppen aufeinander. Die Ergebnisse gegen die Vorrundengegner wurden übernommen.
| Rang | Land       | Punkte |
| ---- | ---------- | ------ |
| 1    | Tschechien | 7      |
| 2    | Österreich | 5      |
| 3    | Slowakei   | 3      |
| 4    | Schweiz    | 1      |

 Slowakei 2:7  Österreich

 Schweiz 5:0  Tschechien

 Slowakei 4:2  Schweiz

 Tschechien 2:2  Österreich